# Куликово (Краснослободский район)
Куликово — село, центр сельской администрации в Краснослободском районе Мордовии. Население 478 чел. (2001)
Расположено в 10 км от районного центра и 75 км от железнодорожной станции Ковылкино. Название-антропоним: основателями этого населенного пункта были Куликовы, служилые люди на Темниковской засечной черте. В «Списке населённых мест Пензенской губернии» (1869) Куликово — село казённое из 108 дворов Краснослободского уезда. По подворной переписи 1913 г., в селе было 216 дворов (1 449 чел.); имелись церковь, церковно-приходская школа, хлебозапасный магазин, пожарная машина, 3 ветряные мельницы, 4 маслобойки и просодранки, шерсточесальня, овчинный завод, 6 кирпичных сараев, 2 лавки. В современном Куликове — СХПК «Куликово» (с 1998); средняя школа, Дом культуры, библиотека, медпункт, детсад, отделение связи; памятник воинам, погибшим в годы Великой Отечественной войны. В Куликовскую сельскую администрацию входят с. Заберёзово (133 чел.; родина 1-го заместителя министра ЖКХ РМ А. М. Тюркина), д. Синяково (38) и Беликовские Выселки (5 чел.).

## Источник
- Энциклопедия Мордовия, Т. Н. Охотина.